# Corimbion vulgare
Corimbion vulgare là một loài bọ cánh cứng trong họ Cerambycidae.